# Sint-Jozefskerk (Mortsel)

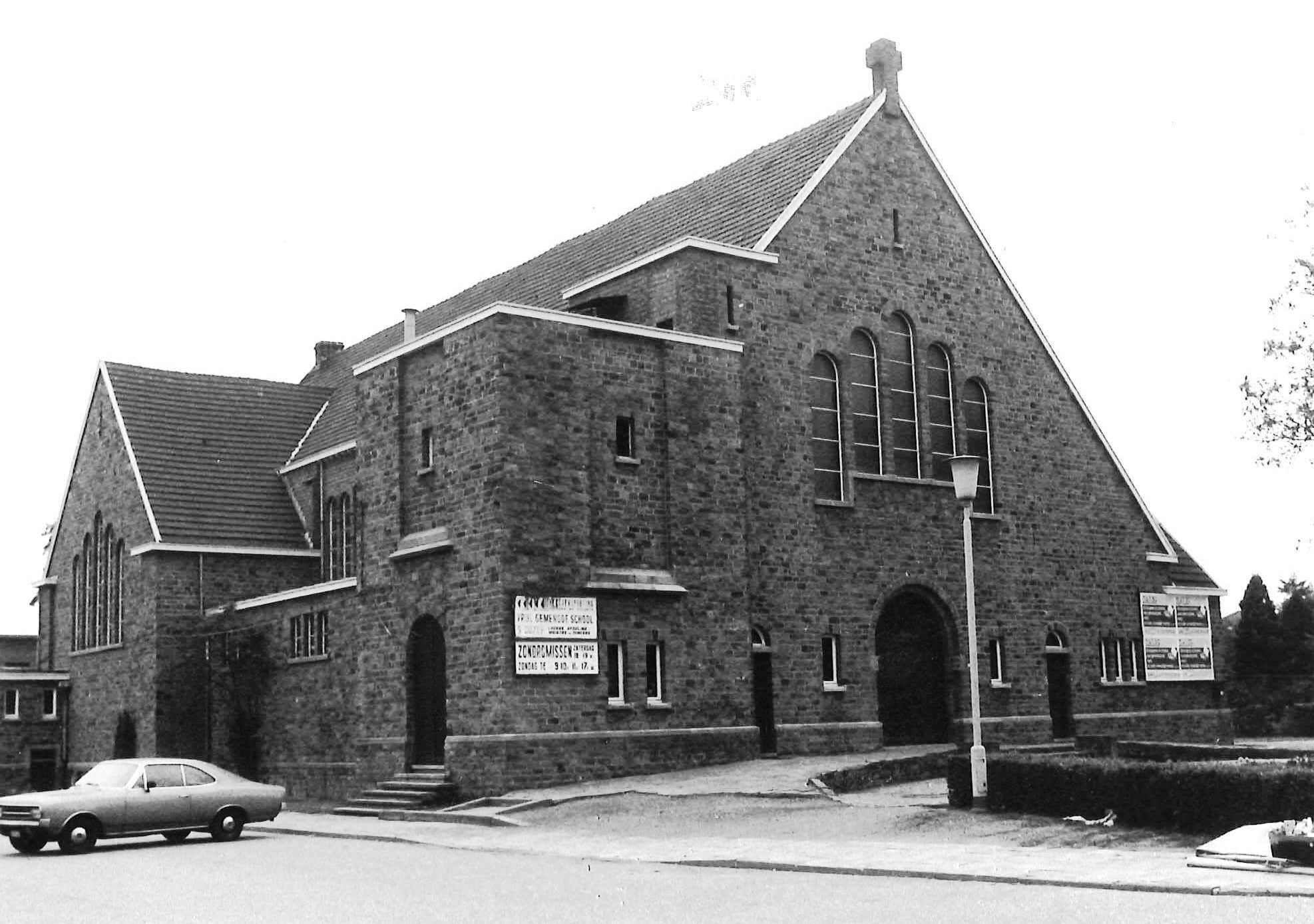
Sint-Jozefskerk

De Sint-Jozefskerk is een parochiekerk in de Antwerpse stad Mortsel, gelegen aan de Liersesteenweg 312.
Het betreft een naar het zuiden georiënteerd bakstenen kerkgebouw, gebouwd in 1940-1941 naar ontwerp van Louis De Vooght. De kerk bedient de wijk Savelkoul. De kerk, onder zadeldak, heeft geen toren. 
Vanaf 2016 verzorgt ook de Georgisch-Orthodoxe Kerkgemeenschap maandelijks enkele diensten in het kerkgebouw.